# Station Caputh-Geltow
Station Caputh-Geltow is een spoorwegstation in de Duitse gemeente Schwielowsee, Landkreis Potsdam-Mittelmark. De halte ligt tussen de dorpen Caputh en Geltow in.
Het station werd in 1908 geopend als onderdeel van de spoorlijn van Oranienburg naar Jüterbog.
Anno 2024 wordt het station door treindienst RB 33 aangedaan. De trein stopt alleen op verzoek.